# Official Independent Chart
Le UK Independent Chart ou Indie Chart est un classement des meilleures ventes de disques (chart) de musique indépendante au Royaume-Uni.

## Histoire
Avec l'avènement du punk rock, l'éclosion de petits labels indépendants fut en plein essor, permettant la diffusion d'œuvres musicales d'artistes refusant de travailler avec les majors du disque ou n'étant pas intéressant sur le plan commercial pour ces sociétés. Dès 1978, d'importants label comme Cherry Red, Rough Trade ou Mute disposaient d'une structure de production, distribution et promotion indépendantes. Ces labels prirent de l'importance et, au début de la décennie suivante, avaient régulièrement des hits dans le UK Singles Chart. Ces succès étaient toutefois limités, car le top 40 officiel était basé sur les ventes de grandes enseignes et ne tenait pas compte des ventes parfois importantes réalisées par les magasins de disques indépendants.
Iain McNay de Cherry Red fit à l'hebdomadaire financier Record Business la suggestion d'un classement des ventes indépendantes pour y remédier, et le premier hit parade indépendant parut le 19 janvier 1980 sur Record Week, avec Where's Captain Kirk de Spizzenergi à la première place des singles et Dirk Wears White Sox de Adam and the Ants en numéro un des albums. Le chart fut plus tard concédé au magazine Sounds, puis en 1981 à l'entreprise MRIB.
En 1985, Music Week commença à élaborer ses propres charts indépendants, mais sans atteindre la reconnaissance de son concurrent. D'autres hebdomadaires musicaux publièrent également des classements, établis à partir de magasins déterminés. Dans les années 1990, leur signification se trouvait amoindrie par le financement, par les majors du disques, de leurs propres labels 'indépendants', utilisant un réseau indépendant de distribution, cherchant ainsi à faire bénéficier certains nouveaux artistes de la visibilité offerte par les classements indépendants,.
Pour figurer dans le classement indépendant, un disque devait être distribué indépendamment des structures détenues par les majors du disque, le genre musical étant indifférent. D'importants distributeurs indépendants comme Pinnacle et Spartan firent leur apparition, puis émergea The Cartel, une association de distributeurs régionaux incluant Rough Trade, Backs et Red Rhino.
Bien que son importance soit moindre de nos jours, l'Official UK Charts Company publie toujours un classement, basé sur un classement des singles du classement principal publiés par les labels indépendants.